# ۱۵۰۷ (میلادی)
۱۵۰۷ (میلادی) هزار و پانصد  و هفتمین سال تقویم میلادی است.

## زادگان
۱۶ سپتامبر - چیاچینگ، یازدهمین امپراتور مینگ در چین.

## درگذشتگان
‎